# Université Osmania
L'université Osmania est une université publique située à Hyderabad  en Inde. Créée en 1918, c'est la troisième université la plus ancienne du sud de l'Inde, et la plus ancienne dans l'État de Hyderabad.
Elle accueille environ 300 000 étudiants, dont 3 800 étudiants étrangers provenant de 80 pays différents.
Elle est renommée pour ses facultés de technologie, droit, art, sciences, management.
C'est la première université indienne à utiliser l'Ourdu comme langue d'apprentissage.
Elle organise régulièrement l'un des plus importants congrès scientifiques du monde quant au nombre d'invités (environ 10 000 personnes prévues pour 2018, si le congrès n'est pas reporté à une date ultérieure et/ou déplacé ailleurs en raison d'une crainte de la part du gouvernement ou des organisateurs de manifestations étudiantes.